# Jacques-Michel Hurel de Lamare
Pour les articles homonymes, voir La Mare.
 (juin 2021).
Jacques-Michel Hurel de La Mare, né le 1er mai 1772 à Paris et mort le 27 mars 1823 à Caen, est un violoncelliste français.

## Biographie
Jacques-Michel Hurel de La Mare est le septième enfant de ses parents. À l’âge de sept ans, il entre chez les pages de la musique du roi, il y reçoit une éducation musicale et littéraire. À l'âge de quinze ans, Jean-Louis Duport lui donne ses premières leçons de violoncelle. Il semble prometteur.
Il retourne auprès de sa famille avant l'âge de dix-sept ans et voit éclater la Révolution française. Pour subvenir à ses besoins et à ceux de ses parents, en 1794, il entre à l’orchestre du théâtre Feydeau à Paris,  jusqu’en 1800. Les concerts de ce théâtre, célèbres à cette époque, le font connaître et prendre place au premier rang des violoncellistes français.
Jacques-Michel Hurel de La Mare est nommé, peu après son admission au théâtre Feydeau, professeur de violoncelle au Conservatoire de Paris. Il part en 1801 pour un voyage en Allemagne et en Russie. À Berlin, il est présenté au prince Louis-Ferdinand de Prusse. Le prince l’accueille avec intérêt, s’enthousiasme pour son talent, et joue régulièrement avec lui. Avant son départ pour la Russie, Jacques-Michel Hurel de La Mare reçoit une bague du prince, en échange d'une autre lui appartenant. Touché, il conservera toute sa vie le souvenir de ce prince.
En Russie, il vit entre Saint-Pétersbourg et Moscou. Il est attaché au service de l’empereur et donne des concerts où il suscite l'enthousiasme. Son séjour en Russie se prolonge jusqu’à la fin de 1808. Il revient à Paris au mois d’avril 1809. Il donne, au mois de mai suivant, un concert au Théâtre de l’Odéon. Il ne produit pas l’effet espéré. Il ne paraît plus en public à Paris.
François-Joseph Fétis écrit de lui :  « Artiste prodige, aucun violoncelliste n’entrait aussi bien que lui dans l’esprit de la musique, et n’en faisait aussi bien ressortir les beautés. »
Il rencontre sa femme lors d'un voyage en Normandie et se marient le 15 mai 1815. Il renonce à la carrière d’artiste, tout en continuant à aimer ce qui touchait à l'art. Il meurt, à cinquante ans, d’une phtisie du larynx. Il est inhumé à Saint-Contest, où il possédait une maison de campagne.

## Compositions
- Quatre concertos pour violoncelle et orchestre (en la mineur, ré, si bémol et la majeur), Paris, Pleyel
- Air varié idem, op. 4, ibid.
- Duos pour 2 violoncelles, op. 5 ; Paris, Janet.